# Monestir de Jumati
El monestir de Jumati (en georgià: ჯუმათის მონასტერი) és un monestir medieval de l'Església ortodoxa georgiana, de la regió de Gúria, al municipi d'Osurgeti, a Geòrgia. Es troba al poble de Dsiridschumati, a la vall del riu Supsa i és a 14 quilòmetres de la ciutat d'Osurgeti. Actualment pertany a la diòcesi del Creador. És un Monument Cultural destacat de Geòrgia.

## Llegenda
Segons la llegenda, la construcció d'una església a Jumati està relacionada amb l'aparició del llac Paliastomi i una inundació que va tenir com a resultat la desaparició de la propera «tribu Pavlia». Únicament va sobreviure'n un diaca, l'últim supervivent, que va rescatar la icona de l'arcàngel, la va portar a la muntanya Jumati i després es va construir l'església, i el diaca es va convertir en degà del temple.

## Història

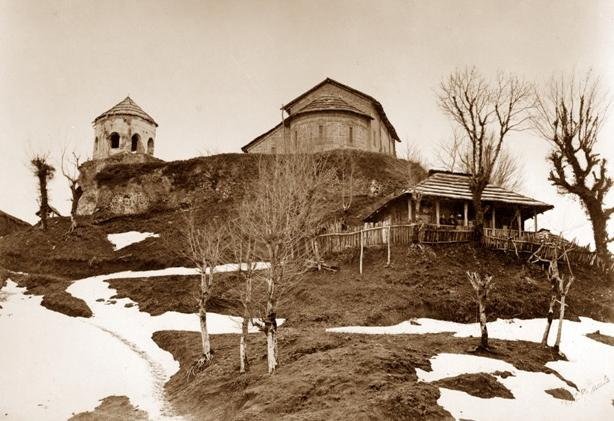
Monestir de Jumati, 1877-1878

El monestir consta d'una església dedicada als arcàngels Miquel i Gabriel, un campanar, una muralla i d'altres edificis monàstics. L'església és de planta de basílica. El període de construcció és desconegut. El científic georgià Dimitri Bakradse creu que el monestir de Jumati va ser fundat i construït abans que el monestir del Creador.
La pintura al fresc data del segles XVI-XVIII, actualment està molt danyada. Representa guerrers, pintats en tons vius, blau, taronja i vi, que s'acosten a l'estil dels paleòlegs. La part superior dels frescs va ser emblanquinada al segle xix, mentre que la part inferior roman intacta. Al 1847 l'església va ser renovada i el 1904 se'n va construir el campanar. Té una distribució quadrada, sis finestres, i va ser construïda en pedra. Es troba parcialment destruïda.

## Tresors del monestir
Jumati no va ser només un centre religiós, sinó també un important centre cultural de la regió de Gúria. Va ser conegut per diverses relíquies conservades allà, com ara icones particularment valuoses i documents històrics.
Aquestes relíquies i documents sovint tenien un significat secular. Ja el 1924, quasi cap de les relíquies era a Jumati. Particularment important va ser una icona daurada de sant Jordi, del segle XI-XII i que es va perdre el 1921 durant un robatori. Només n'hi ha dos fragments conservats al Museu de l'Hermitage actualment.

### Icona de l'arcàngel Gabriel

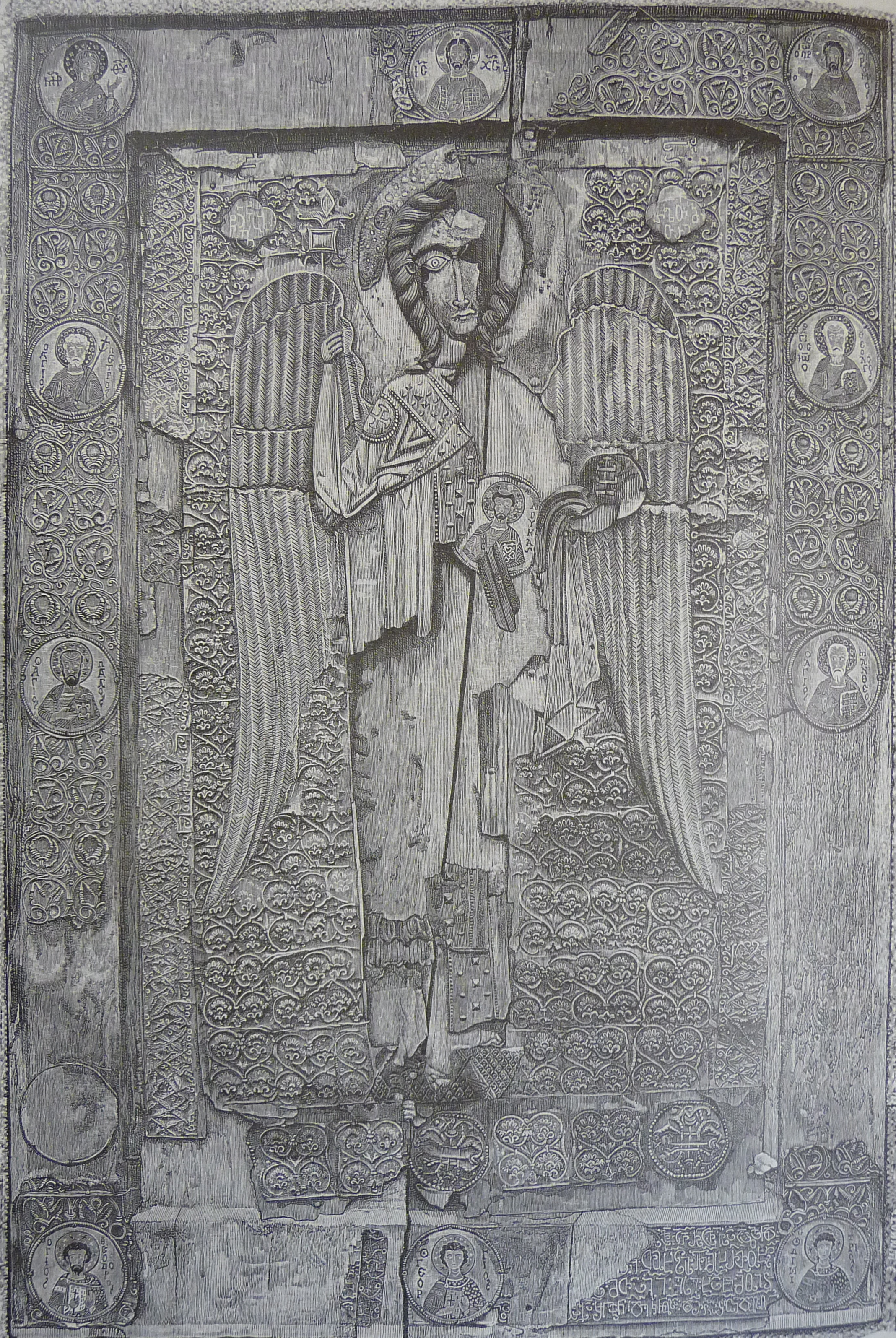
Icona de l'Arcàngel Gabriel, gravat d'una fotografia de 1892

La longitud de la icona era d'1 polzada i 8 polzades, i l'amplada de 8 polzades. La icona va ser espoliada per complet de l'esmalt. Hi havia 12 medallons d'esmalt en la talla —únicament n'apareixen 11 en la fotografia. La inscripció del medalló és grega i l'artesania és georgiana. Una inscripció amb lletres daurades diu «Sant Gabriel el Príncep». La part posterior de la icona està feta de plaques ennegrides, amb una gran creu en relleu gravada sota una inscripció. La inscripció esmenta Giorgi II Dadiani-Gurieli i els seus fills, Vamek I Dadiani i Kakhabar Dadiani-Gurieli.

Els medallons que falten a la icona de l'arcàngel sant Gabriel van ser comprats pel col·leccionista rus Zvenigorodsky per 30.000 d'or. Per les Antiguitats Zvenigorodsky i pel col·leccionista J. Pirpont la hi van vendre a Morgan, i Morgan Antiquities al Museu Metropolità d'Art de Nova York. La col·lecció del museu té aquesta inscripció:
| « | Aquesta col·lecció d'esmalts romans d'Orient, que data dels segles XIII-IX, és una de les més grans. La majoria d'aquests articles van ser recol·lectats a Rússia en el segle xix pel gran funcionari rus Alexander Zvenigorodsky. Aquests articles van ser al final de J. C. Pirpont; Morgan els va comprar i va donar a aquest museu en nom del seu fill el 1917. | » |

Hi havia 12 medallons amb inscripcions gregues en la icona de l'Arcàngel Gabriel: 
| #  | Medalló            | Localització                                       | Imatge | Notes                                                                   |
| -- | ------------------ | -------------------------------------------------- | ------ | ----------------------------------------------------------------------- |
| 1  | Jesucrist          | Museu Metropolità d'Art de Nova York               |        | Situat al centre de la primera fila superior de la icona.               |
| 2  | Mare de Déu        | Museu Metropolità d'Art de Nova York               |        | Situat a la cantonada superior esquerra de la primera fila de la icona. |
| 3  | Joan Baptista      | Museu Metropolità d'Art de Nova York               |        | Situat a la dreta de la segona fila sobre la icona.                     |
| 4  | Sant Pere          | Museu Metropolità d'Art de Nova York               |        | Situat a l'esquerra de la segunda fila sobre la icona.                  |
| 5  | Joan Evangelista   | Museu Metropolità d'Art de Nova York               |        | Situat a la dreta de la segona fila sobre la icona.                     |
| 6  | Sant Pau apòstol   | Museu Metropolità d'Art de Nova York               |        | Situat a l'esquerra de la tercera fila sobre la icona.                  |
| 7  | Mateu apòstol      | Museu Metropolità d'Art de Nova York               |        | Situado a la dreta de la tercera fila sobre la icona.                   |
| 8  | Lluc (evangelista) | Museu Metropolità d'Art de Nova York               |        | Situat a l'esquerra de la quarta fila sobre la icona.                   |
| 9  | Marc (evangelista) | Faltava abans de la sessió de fotografies de 1870. |        | Situat a la dreta de la quarta fila sobre la icona.                     |
| 10 | Sant Teodor        | Tbilisi, Museu d'Art de Geòrgia                    |        | Situat a la cantonada inferior esquerra de la icona.                    |
| 11 | Sant Jordi         | Museu Metropolità d'Art de Nova York               |        | Situat a la mitat inferior de la icona.                                 |
| 12 | Sant Demetri       | Museu del Louvre, París                            |        | Situat a la cantonada inferior dreta de la icona-                       |

### Icona de l'Arcàngel Miquel

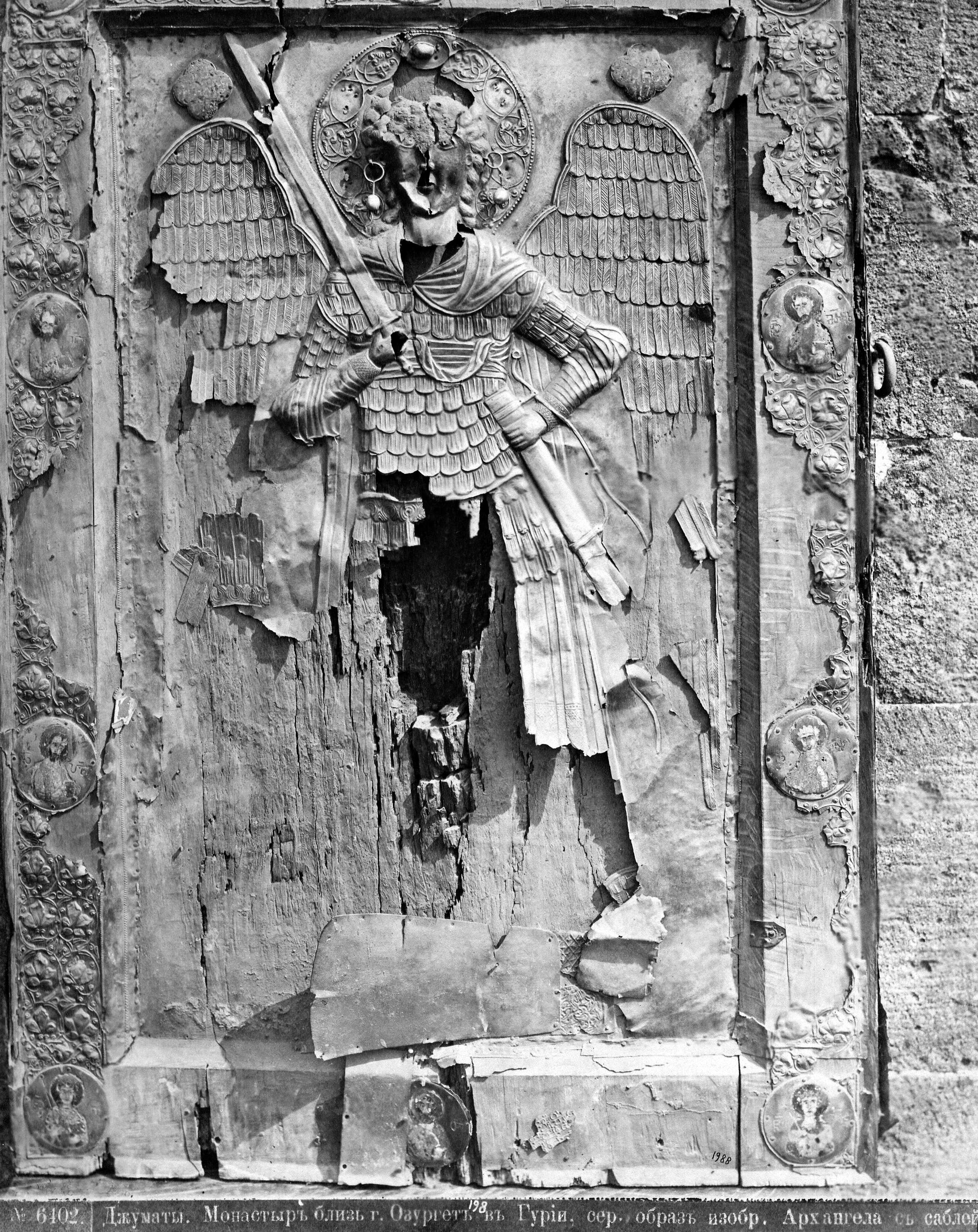
Icona de l'Arcàngel Miquel, fotografia d'Ermakov

La icona de gran relleu de l'Arcàngel Miquel fou donada al monestir per George Guriel, el seu fill Loma i l'esposa de Loma, Adasujan. El gravat de la icona era daurat. L'arcàngel té els cabells arrissats i sosté l'espasa a la mà dreta, i a l'esquerra el carcaix. Hi ha deu medallons realitzats amb fons clar, les inscripcions estan fetes en georgià amb ratlles daurades molt fines. La inscripció a la placa de plata de la part posterior diu: «Sí, tu, Arcàngel Miguel, ets l'arquebisbe del teu Eristavi i del Swanist Giorgi Gurieli (Lomkatsi) i la seva esposa la reina, i el nostre fill»
Dels deu medallons, únicament es conserven: un que representa Jesucrist i un altre sant Demetri al Museu d'Art de Geòrgia de Tbilisi; i altres dos, de Sant Jordi al Museu de l'Ermitage i el de Sant Teodor al Museu Rus, de Sant Petersburg.